# 依田菜津
依田 菜津（よりた なつ、2月13日 - ）は、日本の女性声優。三重県四日市市出身、アーツビジョン所属。

## 略歴
中学時代に『テニスの王子様』に夢中になり、レンタルして一気に視聴した時期があったが、キャラクターがエンディングテーマを歌っていることを知り「歌を歌っているということはキャラクターの声を演じている人がいるんだ」と気づき、声優の存在を知り憧れを持つようになった。声優科のある高校を調べ資料を取り寄せていたものの、田舎に住んでいたことから東京の全日制の学校については現実的ではなかったという。そのため、好きだったITを学ぶよう、商業高校に進学。その後、システムエンジニアやITコンサルタントになりたいという思いから大学に進学。
大学に入り少し経った後、声優になりたいということを思い出し、養成所を探し始め、日本ナレーション演技研究所のホームページを見た時、「夢を目指すための現実的な方法が目の前に舞い降りた！」と思い、当時実家から名古屋市の大学に通っており、名古屋校が存在していたことから通学で定期的に通える上、自身のアルバイト代でも払うことができる受講料であり、週1回のレッスンで大学生活と両立し目指すようになり、日ナレに入所。研修科終了後、オーディションに合格し、アーツビジョンに所属。その後、『エンドライド』で声優デビューした。
養成所時代の同期に本渡楓がいる。

## 人物
趣味には歌、絵をかくこと、物真似をそれぞれ挙げている。特技には応用情報技術者を挙げており、IT全国大会へ出場したことがある。
好きなものには野菜とフルーツを挙げている。
プリキュアシリーズでは『ヒーリングっど♥プリキュア』にて沢泉ちゆ / キュアフォンテーヌ役で出演。合格はマネージャーに事務所に呼び出されて伝えられ、その瞬間号泣したという。過去にも『HUGっと!プリキュア』『スター☆トゥインクルプリキュア』と出演しており、特に『HUGっと!プリキュア』の「なんでもできる!なんでもなれる!」というキャッチコピーから自身もプリキュア役を演じてみたいと憧れたという。念願のプリキュア役を得た際には「長く愛されている本シリーズ、先輩方の想いを引き継いで、プリキュアにもらった素敵なものを今度は自分が返せるよう、全力で臨みます」とコメントしている。
姉がいる。

## 出演
太字はメインキャラクター。

### テレビアニメ
2016年
- エンドライド（ルーシオ）
- ラブライブ!サンシャイン!!（女子生徒）
- 競女!!!!!!!!（生徒）
- ぴったんこ!ねこざかな（2016年 - 2020年、のこぎりざめ、イカンソワ、子分） - 2シリーズ

2017年
- BanG Dream!（飯塚芳乃、生徒会役員A、真木園水、佃紅葉）
- 神撃のバハムート VIRGIN SOUL（竜族の男子）
- ボールルームへようこそ（兵藤清春〈幼少期〉）
- ドリフェス!R（パラサタ・キャスター）
- いぬやしき（高村、アナウンサー、生徒）
- 妹さえいればいい。（友人B）
- 血界戦線 & BEYOND（オリガ・ストリアロフ）
- クラシカロイド（電話音声）

2018年
- citrus（女子生徒A）
- レイトン ミステリー探偵社 〜カトリーのナゾトキファイル〜（ガーファンクル〈幼少期〉、キー・カストン〈幼少期〉）
- パズドラ（お姉さん）
- ハイスコアガール（女子生徒B）
- HUGっと!プリキュア（アンリ〈幼少期〉、女学生）

2019年
- モブサイコ100 II（客）
- ジョジョの奇妙な冒険 黄金の風（看護師1、女性看守B）
- スター☆トゥインクルプリキュア（2019年 - 2020年、天宮たくと、天宮いくと、ふたご座のスタープリンセス、生徒、衛兵、女子生徒 他）
- キャロル&チューズデイ（少年、メイク、スキップバンドメンバーA、女の子、キャスター 他）
- カードファイト!! ヴァンガード（小さな闘士 トロン）
- ACTORS -Songs Connection-（朔 幼少期、男の子、女子児童、部長、女生徒）
- ファンタシースターオンライン2 エピソード・オラクル（2019年 - 2020年、ナース、アークス）

2020年
- 恋する小惑星（鈴矢芽、女子）
- ヒーリングっど♥プリキュア（2020年 - 2021年、沢泉ちゆ / キュアフォンテーヌ）
- グレイプニル（泉）
- フルーツバスケット（男の子）
- アクダマドライブ（処刑課）

2021年
- WAVE!!〜サーフィンやっぺ!!〜（サクラの友達）
- スケートリーディング☆スターズ（AI音声）
- 忍たま乱太郎（2021年 - 2022年、くの一）
- うらみちお兄さん（熊谷はち太）
- ブルーピリオド（大葉伊織、係員）
- 舞妓さんちのまかないさん（2021年 - 2022年、舞妓）

2022年
- 失格紋の最強賢者（ギルド職員）
- 可愛いだけじゃない式守さん（担任、女子生徒、小学生の和泉くん、教師、女の子の母親 他）
- 処刑少女の生きる道（子供）
- RPG不動産（シロちゃん〈子供〉、ルフリア母）
- ダンス・ダンス・ダンスール（保護者B）
- iiiあいすくりん2（ウベたん）
- 惑星のさみだれ（ラジカルメリー）
- うる星やつら (2022)（2022年 - 2024年、女子生徒、女子、雪女、町娘、バニーガール 他） - 2シリーズ
- 悪役令嬢なのでラスボスを飼ってみました（生徒）
- 不滅のあなたへ（2022年 - 2023年、チャボ）

2023年
- ジョジョの奇妙な冒険 ストーンオーシャン（女の子）
- イジらないで、長瀞さん 2nd Attack（部員）
- 転生貴族の異世界冒険録〜自重を知らない神々の使徒〜（シルビア）
- 機動戦士ガンダム 水星の魔女（パイロットの生徒）
- 【推しの子】（女生徒）
- カワイスギクライシス（熊取千春）
- 白聖女と黒牧師（カップルの女性）
- シャドウバースF（子供の母）
- 英雄教室（ミリアム）
- 経験済みなキミと、経験ゼロなオレが、お付き合いする話。（ユナ）
- ふしぎ駄菓子屋 銭天堂（清川璃々愛）
- アンデッドアンラック（少年）
- ティアムーン帝国物語〜断頭台から始まる、姫の転生逆転ストーリー〜（少年）
- ポーション頼みで生き延びます!（ガム）

2024年
- 魔都精兵のスレイブ（少年）
- ダンジョン飯（幼少ライオス）
- BEYBLADE X（2024年 - 2025年、イッカク）
- ゴー!ゴー!キッチン戦隊クックルン（ハッカ、怪人）
- ただいま、おかえり（近所の人）
- 烏は主を選ばない（早桃）
- 逃げ上手の若君
- ATRI -My Dear Moments-（斑鳩詩菜）
- 2.5次元の誘惑（生徒会役員B）
- この世界は不完全すぎる（村人、従業員）
- 先輩はおとこのこ（生徒C）
- カードファイト!! ヴァンガード Divinez（子供）
- ダンダダン（あんず）
- ブルーロック VS. U-20 JAPAN（女子高生B、相手チーム選手B）
- 村井の恋（女子生徒）
- 魔王2099（女性B）

2025年
- グリザイア:ファントムトリガー（ルイーズ、シホ、A、アンバー）
- 異修羅（村人）
- 黒執事 -緑の魔女編-（村人）
- 未ル わたしのみらい（アイル）
- 九龍ジェネリックロマンス（踊り子）
- 俺は星間国家の悪徳領主!（客）
- 光が死んだ夏（妻、店員、結希母、女子生徒）
- フェルマーの料理（赤松蘭菜）
- 帝乃三姉妹は案外、チョロい。（才華学園生徒、歌劇団先生）
- カラオケ行こ!（ベスト）
- SAKAMOTO DAYS（子供）
- クレヨンしんちゃん（お姉さんB）

### 劇場アニメ
2010年代
- きみと、波にのれたら（2019年、女D）
- 映画 妖怪学園Y 猫はHEROになれるか（2019年）

2020年代
- 映画 プリキュアミラクルリープ みんなとの不思議な1日（2020年、沢泉ちゆ / キュアフォンテーヌ）
- 映画 ヒーリングっど♥プリキュア ゆめのまちでキュン!っとGoGo!大変身!!（2021年、沢泉ちゆ / キュアフォンテーヌ）
- 劇場版 呪術廻戦 0（2021年、呪術師）
- 怪盗クイーンはサーカスがお好き（2022年、ビースト）
- 映画 ゆるキャン△（2022年、小牧）
- 私に天使が舞い降りた! プレシャス・フレンズ（2022年）
- GRIDMAN UNIVERSE（2023年） - 2作品
- SAND LAND（2023年、村人）
- デッドデッドデーモンズデデデデデストラクション（2024年、水木） - 前後章
- ウマ娘 プリティーダービー 新時代の扉（2024年）

### OVA
- グリザイア:ファントムトリガー THE ANIMATION スターゲイザー（2020年、シホ[23][24]）
- planetarian 〜雪圏球〜（2021年、ゆきの[25]）

### Webアニメ
- モンスターストライク（2018年、先生、天使兵） - 2シリーズ
- ロマンティック・キラー（2022年、あみん）
- SAND LAND: THE SERIES（2024年、アパト村村人、アパト村の子供たち）

### ゲーム
2016年
- 激突!ブレイク学園
- 戦国姫譚MURAMASA-雅-（大阪城、掛川城）

2017年
- パズルオブエンパイア（ネルソン、佐々木小次郎、明智光秀）

2018年
- JUDGE EYES:死神の遺言
- スマッシュ&マジック（アルルーナ）
- ピオフィオーレの晩鐘（フェイ）

2019年
- アルテイルクロニクル（フィンマ）
- アルテイルNEO（オブゼア、ヒメザクラ）
- オメガラビリンス ライフ（烈花の精霊）

2020年
- プリキュア つながるぱずるん（沢泉ちゆ / キュアフォンテーヌ）
- バイオハザード レジスタンス（ベッカ・ウーレット）
- 城とドラゴン（ブルドラガールズ姉）
- SHOW BY ROCK!! Fes A Live（燐）
- ピオフィオーレの晩鐘 -Episodio1926-（フェイ）
- 幻獣契約クリプトラクト（2020年 - 2022年、ミアミリィ）

2021年
- 少女とドラゴン -幻獣契約クリプトラクト-（ミアミリィ）
- BALAN WONDERWORLD（フィオナ・ディミトリア）
- かんぱに☆ガールズ（フラニー・ミラー）
- 東方ダンマクカグラ（ルナサ・プリズムリバー）
- レジェンド・オブ・ルーンテラ（ポッピー）
- テイルズ オブ アライズ
- FINAL FANTASY VII THE FIRST SOLDIER（女性キャラクターボイスE）

2022年
- クイズRPG 魔法使いと黒猫のウィズ（2022年 - 2023年、ラディウス・レヴィス〈幼少期〉、べルージュ）
- アリスフィクション（太公望）
- 逆転オセロニア（ラプンツェル）
- WAR OF THE VISIONS ファイナルファンタジー ブレイブエクスヴィアス 幻影戦争（リベルカ）

2023年
- えとはなっ!～干支っ娘・花札バトル～（蛇ノ目リン）
- takt op. 運命は真紅き旋律の街を（木星）
- アーマード・コアVI ファイアーズオブルビコン
- アズールレーン (サン・ジャシント)

2024年
- タワーオブスカイ（フレシア）
- 勝利の女神:NIKKE（モラン）
- ファイナルファンタジーVII リバース
- グランブルーファンタジー（ユッコ〈ユーリィン〉）

### 吹き替え

#### 担当俳優
パリ・ベレルク
- アレクサ&ケイティ（2018年、アレクサ・メンドーサ）
- ヒュービーのハロウィーン（2020年、メーガン）
- リベンジ・スワップ（2022年、メーガン・ペレス）

#### 映画
2016年
- ノーベンバールール

2017年
- コイン強盗クラブ（ジュニベル）
- 最高の家族の見つけかた
- 最初に父が殺された

2018年
- キュア 〜禁断の隔離病棟〜
- ファンタスティック・ビーストと黒い魔法使いの誕生（グリフィンドール女子2）

2019年
- ディセンダント3（セリア・ファシリエ〈ジェイダ・マリー〉）
- 密かな企み

2020年
- ゾンビーズ2

2021年
- 河畔の家（アンナ〈リア・マクヒュー〉）
- ハピエスト・ホリデー 私たちのカミングアウト（スローン〈アリソン・ブリー〉）

2022年
- インファーナル・マシーン

2023年
- リトル・マーメイド（ローザ〈エミリー・コーツ〉）
- ティル（シミー〈ティリック・ジョンソン〉）
- パラダイス －人生の値段－（マリー〈リサ・マリエ・コロール〉）

2024年
- スラムドッグス（カーリー〈ヘディ・ナセル〉）
- アップグレード: どん底女子の幸せ探し（スゼット〈レイチェル・マシューズ〉）
- ザ・キッチン
- ウッディー・ウッドペッカー サマーキャンプ（リーダー格の女の子）
- ガスパールとの24時間（幼少期のガスパール）

2025年
- ヤングワイフ

#### ドラマ
2015年
- iゾンビ
- ガール・ミーツ・ワールド
- ブラック・ミラー シーズン3

2016年
- MACGYVER/マクガイバー
- ブルックリン・ナイン-ナイン  シーズン2
- ブラインドスポット タトゥーの女 シーズン2
- プリティ・シュート!
- レジェンド・オブ・トゥモロー

2017年
- SCORPION/スコーピオン（パトリシア・“パティ”・ローガン）
- キャンプ・キキワカ（グリフ〈リンカーン・メルチャー〉）
- レイヴン 〜少女とポニーの物語〜（ベッキー〈ケリー・イングラム〉）

2019年
- セックス・エデュケーション（エイミー・ギブス〈エイミー・ルー・ウッド〉）
- ザ・ソサエティ #2、#3、#7
- ザ・ロッジ シーズン2（アレックス〈ミア・ジェンキンス〉）
- LOVE

2020年
- 孫悟空の遊勇伝 シーズン2（マィスィーリア〈キャサリン・ケナード〉）

2021年
- ウィンクス・サーガ: 宿命（ステラ〈ハンナ・ファン・デル・ヴェストハイゼン〉）
- このエリアのクレイジーX
- BMF: アメリカの犯罪ファミリー（ニコール〈ミコール・ブリアナ・ホワイト〉）

2022年
- 今、私たちの学校は…（ユン・イサク〈キム・ジュア〉）
- HEARTSTOPPER ハートストッパー
- レジデント・エイリアン 〜宇宙からの訪問者〜（ジェイ〈ケイライラ・レイン〉）

2023年
- 彼が残した、最後の言葉（ベイリー・マイケルズ〈アンガーリー・ライス〉）

2024年
- WOLF －殺人鬼の狂宴－（ユーアン）
- クルーエル・インテンションズ
- マクストン・ホール 〜私たちをつなぐ世界〜（リディア〈ソニア・ヴァイサー〉）

2025年
- おつかれさま #8（イェリム）
- ハッピーフェイス（マックス〈ベンジャミン・マッキー〉）

#### ボイスオーバー
- シェフのテーブル シーズン2（2016年）
- セルヒオ・ラモス 不屈の魂（2019年 - 2021年、マルコ、ミリアム）
- ラブアイランドUSA 水着で恋するフィジー編（2021年、アレグザンドラ・スチュワート[57]）

#### アニメ
- バンジのにゃむにゃむ日記（2018年、ホヨン）
- トロールズ ミュージック★パワー（2020年、Kポップ・ギャング[58]）
- 弱虫スクービーの大冒険（2020年、ダフネ[59]）
- 天官賜福（2021年、裴宿〈子供〉）
- 外見至上主義（2022年、キム・ミジン[60]）

### ドラマCD
- 坂本ですが? オリジナルドラマCD「夢の国ボイラーランド」（2016年、女子生徒B[61]）
- 本好きの下剋上〜司書になるためには手段を選んでいられません〜 ドラマCD（2017年、コルネリウス[62]）
- 本好きの下剋上〜司書になるためには手段を選んでいられません〜 ドラマCD2（2018年、エーファ、コルネリウス、ブリュンヒルデ[63]）
- めぐみとつぐみ（2019年、JC[64]）
- 休日のわるものさん（2021年、動物園スタッフ1[65]）

### デジタルコミック
- きみはマシェリ（2022年、深山）[66]

### ラジオ
※はインターネット配信。
- 春野杏と依田菜津の「ふたラジ!!」（2020年、超!A&G+※）[67]
- 春野杏・依田菜津のハッピッピラジオ! → 春野杏・依田菜津の「期待しないでください...。」（2020年 - 2022年、超!A&G+※）[68]
- イケない遊びDX（2023年 - ）[69]

### オーディオブック
- audiobook.jp
  - 椿山課長の七日間（2017年、女子係員）
  - 神去なあなあ日常（2019年、山太）
  - きいろいゾウ（2020年、大地）
  - ひと（2020年、芦沢一美[70]）
  - 流浪の月（2023年、谷あゆみ[71]）
- LisBo
  - 中田ステーションセブン（2018年[72]、石川匠（少年時代）[73]）
  - 墨丸（2018年[74]、鈴木平之丞（少年時代）[75]）

### その他コンテンツ
- みらい文庫ちゃんねる『スプラッシュ! ぼくは犬かきしかできない』PV（2019年、犬井京平、三池真央[76]）
- 日本マクドナルドテレビCM『ハッピーセットヒーリングっど♥プリキュア ぬりえ「ワクワクゲート」編』（2020年、キュアフォンテーヌ）
- マスクプレイミュージカル『ヒーリングっど♥プリキュア ドリームステージ』（2020年、沢泉ちゆ / キュアフォンテーヌ、声の出演）

## ディスコグラフィ

### キャラクターソング
| 発売日  | 商品名                                                             | 歌 | 楽曲                                                          | 備考                                            |
| 2020年  | 2020年                                                             | 2020年 | 2020年                                                        | 2020年                                          |
| ------- | ------------------------------------------------------------------ | --- | ------------------------------------------------------------- | ----------------------------------------------- |
| 7月8日  | ヒーリングっど♥プリキュア ボーカルアルバム 〜Voice of life〜       | 沢泉ちゆ（依田菜津）、ペギタン（武田華）                                                                             | 「ホッとスプリング」                                          |                                                 |
| 7月22日 | ヒーリングっど♥プリキュア キャラクターシングル 〜響き合う4つの声〜 | キュアグレース（悠木碧）、キュアフォンテーヌ（依田菜津）、キュアスパークル（河野ひより）、キュアアース（三森すずこ） | 「ヒーリングっど♥プリキュア Touch!! 〜Precure Quartet Ver〜」 | テレビアニメ『ヒーリングっど♥プリキュア』関連曲 |
| 7月22日 | ヒーリングっど♥プリキュア キャラクターシングル 〜響き合う4つの声〜 | キュアグレース（悠木碧）、キュアフォンテーヌ（依田菜津）、キュアスパークル（河野ひより）、キュアアース（三森すずこ） | 「Ready Steady →プリキュア!!」                                | テレビアニメ『ヒーリングっど♥プリキュア』関連曲 |
| 2022年  |                                                                    | |                                                               |                                                 |
| 8月     | 東方ダンマクカグラ                                                 | ルナサ・プリズムリバー、メルラン・プリズムリバー、リリカ・プリズムリバー                                             | らいぶ・おあ・あらいぶ!                                       |                                                 |

## ライブ

### 合同ライブ
| 出演日        | タイトル                            | 会場         |
| ------------- | ----------------------------------- | ------------ |
| 2024年1月21日 | 全プリキュア 20th Anniversary LIVE! | 横浜アリーナ |

### シリーズ一覧
1. ↑  第1期（2016年 - 2017年）、第2期『ぴったんこ!!ねこざかな』（2017年 - 2020年）
2. ↑  第1期（2022年 - 2023年）、第2期（2024年）
3. ↑  『劇場総集編 SSSS.GRIDMAN』（2023年）、『グリッドマン ユニバース』（2023年）[22]
4. ↑  前章（2024年）、後章（2024年）

### 初出話一覧
1. 1 2 3 4  第1話初出
2. 1 2 3  第3話初出
3. 1 2  第23話初出
4. 1 2 3 4 5  第2話初出
5. 1 2  第6話初出
6. 1 2 3  第10話初出
7. 1 2  第12話初出
8. 1 2 3 4  第11話初出
9. 1 2 3  第5話初出
10. ↑  第30話初出
11. ↑  第33話初出
12. 1 2 3  第7話初出
13. ↑  第13話初出
14. ↑  第15話初出
15. ↑  第1297話初出